# Albert Tocco
Albert Tocco, född 9 augusti 1929 i Chicago, Illinois, USA, död 21 september 2005 i Terre Haute, Indiana, USA, var en amerikansk maffiaboss i Chicago.